# بخش بدان، ارگو
بخش بادن، آرگائو یکی از بخشهای ایالت آرگائو  در کشور سوئیس است.